# Gerrie van Gerwen
Gerrie van Gerwen (Olland, Sint-Oedenrode, 6 de gener de 1953) va ser un ciclista neerlandès que fou professional entre 1977 i 1985. Un cop retirat va estar vinculat a diferents equips com el Team Milram.

## Palmarès
- 1972
  - Vencedor d'una etapa a la Omloop van Zuid-West Nederland
- 1973
  - 1r a la Ronde van Drenthe
- 1974
  - 1r de la Ster van Zwolle
- 1975
  - 1r de la Ronde van de Haarlemmermeer
- 1976
  - 1r a la Ronde van Zuid-Holland
  - 1r al Tour de Loir i Cher i vencedor de 2 etapes
  - 1r al Omloop van de Baronie
- 1977
  - Vencedor d'una etapa al Tour de l'Oise i del Somme
- 1979
  - 1r a la Ronde van Gouda
  - 1r al Circuit del Brabant central
- 1982
  - 1r al Gran Premi del 1r de maig - Premi d'honor Vic de Bruyne